# Tsuyoshi Ogashiwa
Tsuyoshi Ogashiwa (小柏 剛?, Ogashiwa Tsuyoshi; Gunma, 9 luglio 1998) è un calciatore giapponese, attaccante dell'FC Tokyo.

## Caratteristiche tecniche
Il ruolo che ricopre meglio è quello di seconda punta, ma la sua duttilità gli consente di essere schierato anche come centravanti.

## Carriera

### Club
Prodotto dell'Università Meiji, debutta tra i professionisti del Consadole Sapporo il 12 agosto 2020, partendo da titolare nella partita di Coppa J. League contro lo Yokohama FC terminata in parità per 1-1. Impiegato subito in pianta stabile, al termine della successiva stagione 2021 totalizza ben 7 reti messe a segno in 30 partite.